# Шиловка (Диканьский район)
Шиловка (укр. Шилівка) — село,
Андреевский сельский совет,
Диканьский район,
Полтавская область,
Украина.
Село ликвидировано в 1986 году .

## Географическое положение
Село Шиловка находится на правом берегу реки Гараганка, выше по течению на расстоянии в 3 км расположено село Балясное, ниже по течению на расстоянии в 2,5 км расположено село Андреевка.
Рядом проходит автомобильная дорога Т-1721.

## История
- 1986 — село ликвидировано [1].